# Juhi Chawla

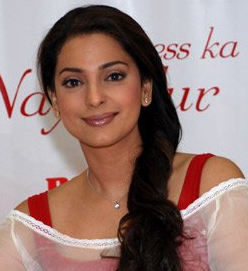
Juhi Chawla, 2009

Juhi Chawla (* 13. November 1967 in Ludhiana, Punjab) ist ein indisches Model und Schauspielerin. 1984 wurde sie zur Miss India gekürt. Sie spielte unter anderem in den Filmen Tum Mere Ho, Love Love Love und Der Babysitter-Cop – One 2 Ka 4 mit. Zusammen mit Shah Rukh Khan und Regisseur Aziz Mirza besitzt sie die Produktionsfirma Dreamz Unlimited.
Mit ihrem Mann, dem indischen Millionär Jai Mehta, hat sie eine Tochter (* 2001) und einen Sohn (* 2003).

## Filmografie (Auswahl)

### Als Schauspielerin
- 1986: Sultanat
- 1988: Qayamat Se Qayamat Tak
- 1989: Love, Love, Love
- 1989: Chandni
- 1990: Swarg
- 1990: Zahreelay
- 1990: Tum Mere Ho
- 1991: Benaam Badsha
- 1991: Karz Chukana Hai
- 1991: Bhabhi
- 1992: Daulat Ki Jung
- 1992: Raju Ban Gaya Gentleman
- 1992: Radha Ka Sangam
- 1992: Kishan – Der Fremde in meinem Haus (Bol Radha Bol)
- 1993: Hum Hain Rahi Pyaar Ke
- 1993: Lootere
- 1993: Aaina
- 1993: Darr
- 1993: Kabhi Haan Kabhi Naa – Sie liebt mich, sie liebt mich nicht (Gastauftritt)
- 1993: Izzat Ki Roti
- 1994: Saajan Ka Ghar
- 1995: Naajayaz
- 1995: Ram Jaane – Die Liebe seines Lebens (RamJaane)
- 1997: Yes Boss
- 1997: Ishq
- 1997: Deewana Mastana
- 1997: Mr.and Mrs.Khiladi
- 1998: Jhooth Bole Kauwa Kaate
- 1998: Duplicate
- 1999: Arjun Pandit
- 1999: Safari
- 2000: Mein Herz schlägt indisch (Phir Bhi Dil Hai Hindustani)
- 2001: Der Babysitter-Cop – One 2 Ka 4
- 2001: Ek Rishtaa
- 2001: Aamdani Atthani Kharcha Rupaiya
- 2003: Drei Häftlinge im Todestrakt (3 Deewarein)
- 2003: Jhankaar Beats
- 2005: Des Hoyaa Pardes
- 2005: My Brother Nikhil
- 2005: Khamoshh … Khauff Ki Raat
- 2005: Die Schöne und der Geist (Paheli)
- 2005: 7½ Phere
- 2005: Dosti: Friends Forever
- 2006: Bas Ek Pal
- 2006: Waris Shah: Ishq Daa Waaris
- 2007: Salaam-e-Ishq
- 2007: Swami
- 2007: Om Shanti Om (Gastauftritt)
- 2008: Krazzy 4
- 2008: Bhoothnath – Ein Geist zum Liebhaben
- 2008: Kismat Konnection
- 2009: Luck by Chance – Liebe, Glück und andere Zufälle
- 2009: Kal Kissne Dekha
- 2010: I Am
- 2010: Lafangey Parindey (Gastauftritt)
- 2010: Sukhmani
- 2012: Son of Sardaar
- 2012: Main Krishna Hoon
- 2013: Chashme Baddoor
- 2013: Hum Hai Raahi Car Ke
- 2014:  Madame Mallory und der Duft von Curry
- 2014: Gulaab Gang

### Als Produzentin
- 2000: Mein Herz schlägt indisch (Phir Bhi Dil Hai Hindustani)
- 2001: Asoka – Der Weg des Kriegers (Asoka)
- 2003: Chalte Chalte – Wohin das Schicksal uns führt